# Dialogue de l'ombre double
Dialogue de l'ombre double (Diàleg de l'ombra doble) és una obra electroacústica de Pierre Boulez per a clarinet i cinta magnetofònica composta l'any 1985. L'obra està dedicada a Luciano Berio pel seu seixanta aniversari i està basada en una obra anterior anomenada Domaines (Dominis). Boulez va dir que Dialogue "és un 'fill de Domaines'. Dialogue és la part A de Domaines. Però el que originàriament eren 30 segons són ara 20 minuts".
Hi ha transcripcions per a fagot, per a saxo, per a flauta travessera i per a flauta de bec, arranjades pel mateix intèrpret.
L'obra de Boulez està basada en l'escena de l'ombra doble de l'obra d'onze hores The Satin Slipper, de Paul Claudel. El clarinetista dialoga amb la seva ombra, representada per una altra part de clarinet enregistrada en cinta magnetofònica i espacialitzada en altaveus distribuïts entre el públic. L'obra completa dura entre 15 i 20 minuts.

## Estrena
L'obra va ser estrenada el 28 d'octubre de 1985 a Florència per Alain Damiens. La versió per a saxo va ser estrenada per Vincent David el 23 de juny de 2001 al Théâtre des Bouffes du Nord. La versió per a flauta travessera va ser estrenada per Cécile Daroux el maig de 2002 a San Francisco. El 2015, Erik Bosgraaf va estrenar una versió de Jorrit Tamminga i ell mateix per a flauta de bec.